# Menelaos của Pelagonia
Menelaos (/ˌmɛnɪˈleɪəs/; tiếng Hy Lạp cổ: Μενέλαος, Menelaos) là một vị vua bản địa của Pelagonia, ông được người Athens ban tặng tước hiệu euergetes ("người bảo trợ") vào năm 363 TCN vì đã giúp người Athen trong cuộc chiến tranh chống lại Amphipolis và liên minh Chalcidice. Trong sắc lệnh này, nó nói rõ rằng Menelaos và tổ tiên của ông đều là những người bảo trợ của Athens. Ngay sau đó, ông có thể đã bỏ chạy tới Athens và được cấp quyền công dân Athen, ông cũng là "Menelaos, con trai của Arrhabaeos" được tôn vinh là proxenos của người Athen ở Troy (~ 359 TCN) và là Menelaos được Demosthenes nhắc tới với vai trò là chỉ huy kỵ binh chống lại Philippos II của Macedonia.